# 1208 Troilus
1208 Troilus é um asteroide troiano de Júpiter. Foi descoberto em 31 de dezembro de 1931 por Karl Wilhelm Reinmuth.